# Vegetia ducalis
Vegetia ducalis är en fjärilsart som beskrevs av Jordan 1922. Vegetia ducalis ingår i släktet Vegetia och familjen påfågelsspinnare. Inga underarter finns listade i Catalogue of Life.